# Революция в науке
Революция в науке — период возникновения современной науки во время Раннего Нового времени (или приблизительно с 1500 по 1700 годы), когда открытия в таких областях науки, как математика, физика, астрономия, биология (включая анатомию) и химия, коренным образом изменили взгляды на природу и общество. Согласно традиционным представлениям, революция в науке началась в Европе ближе к концу эпохи Возрождения и продолжалась вплоть до конца XVIII века, повлияв на такие интеллектуальные движения, как эпоха Просвещения. В то время как нет однозначного мнения по поводу точных сроков данного периода, публикация в 1543 году книг Н. Коперника «О вращении небесных сфер» и А. Везалия «О строении человеческого тела» обычно упоминаются как события, положившие начало научной революции.
Иногда «научными революциями» называют другие периоды истории, в которых благодаря созданию принципиально новых научных теорий, коренным образом менялись представления о мире.
В то же время понимание науки XVII века за последние годы сильно изменилось, и уже нельзя пользоваться термином «научная революция» так же беспроблемно, как им пользовались историки прежде. Многие историки в наши дни не считают, что было какое-то отдельное обособленное событие, которому отводится конкретное время и место, и что его характеристики — характеристики единой революции.

## История

### Новые принципы
Научная революция включает в себя не только получение принципиально новых представлений об окружающем мире благодаря научным открытиям, но и изменение представления учёных о том, как эти открытия надо делать. Если в Средневековье преобладали отвлечённые логические рассуждения и философские аргументы, то в Новое время ключевым для новой науки стал эмпирический подход. Для нас сейчас он естественен, но признан он был только в XVII веке, а распространился лишь в XVIII веке.
Это было связано с тем, что, начиная с Аристотеля, знание, полученное опытом, низко ценилось. Человеческие органы чувств считались плохим прибором для его получения, поскольку были слишком обманчивы. Истинным и имеющим всеобщую силу считалось знание, полученное чистой логикой. Основным методом познания была дедукция. Знание же, идущее из наблюдения, считалось частичным, не имеющим всеобщей действительности. Индуктивный метод — заключение об общем по частным наблюдениям — приживался лишь очень постепенно.

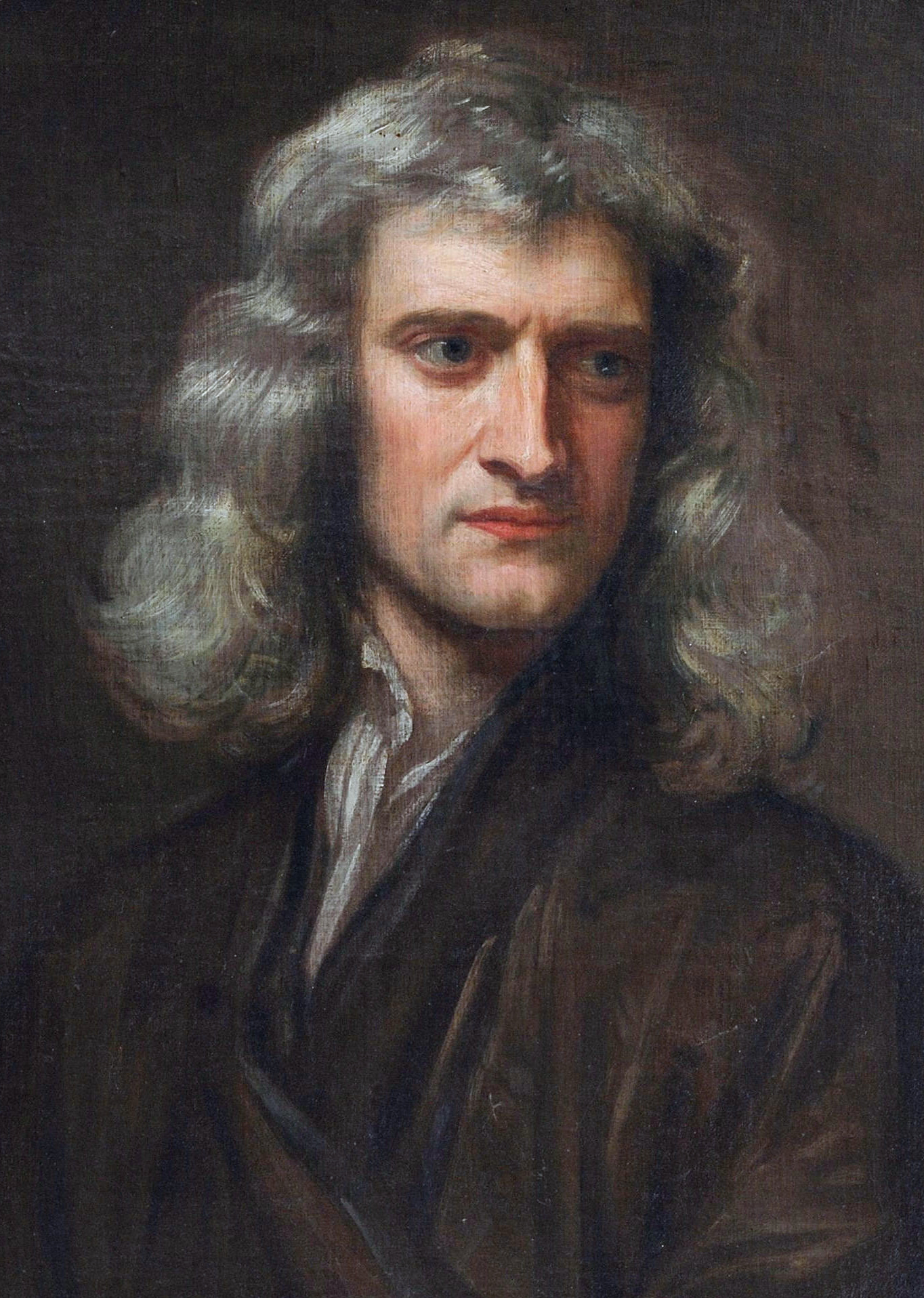
Исаак Ньютон

Теоретическое обоснование новой научной методики принадлежит Фрэнсису Бэкону, обосновавшему в своём «Новом органоне» переход от традиционного дедуктивного подхода (от общего — умозрительного предположения или авторитетного суждения — к частному, то есть к факту) к подходу индуктивному (от частного — эмпирического факта — к общему, то есть к закономерности).
Многие важные фигуры научной революции, однако, разделяли общепринятое в эпоху Возрождения уважение к учениям древних и даже цитировали древних в подтверждение своих теорий. Гелиоцентрическая картина мира была разработана уже в Древней Греции Аристархом Самосским.
Вот что писал английский историк Эдвард Гиббон про современные ему университеты:

Я ничем не обязан Оксфордскому Университету;… Школы Оксфорда и Кембриджа были основаны в тёмный век ложной и варварской науки, и они до сих пор заражены этим пороком их происхождения. Их примитивная дисциплина была принята с целью подготовки священников и монахов, и правление по-прежнему остается в руках Духовенства, той группы людей, чьи манеры далеки от современных и чьи глаза ослеплены светом Философии. Их работа более дорогостоящая и менее продуктивна, чем у независимых деятелей.Оригинальный текст (англ.)To the University of Oxford I acknowledge no obligation;… The schools of Oxford and Cambridge were founded in a dark age of false and barbarous science, and they are still tainted with this vices of their origin. Their primitive discipline was adopted to the education of priests and monks; and the government still remains in the hands of the Clergy, an order of men whose manners are remote from the present World, and whose eyes are dazzled by the light of Philosophy… Their work is more costly and less productive than that of independent artists.— Meyer (2010), стр. 156.
Поэтому большинство учёных того времени — они называли себя «философами» — не были привязаны к университетам.
Лишь Исаак Ньютон (1642—1727) был профессором математики в Кембридже. Другим их отличием от традиционных учёных было то, что они не ограничивались одной какой-то дисциплиной, а стремились охватить многое, как это делал, например, Дени Дидро (1713—1784), который в 1751 г. основал большую знаменитую «Энциклопедию». Для просветителей было типичным, что их интересовало всеобщее знание.
Постепенно латынь перестала быть научным языком — на ней только преподавали и писали до начала 18 века — и на её место приходит французский. Обычная же литература, ненаучная, писалась на национальных языках. Среди учёных разгорелся тогда большой спор о языках: могут ли современные языки вытеснить латынь. На эту тему, да и вообще о вопросе превосходства между античностью и современностью, Джонатан Свифт, знаменитый просветитель и автор «Путешествий Гулливера», написал, например, сатирический рассказ «Битва книг» (The Battle of the books), опубликованный в 1704 г. В притче о пауке и пчеле, содержащейся в этом рассказе, он прекрасно и остроумно выразил суть спора между сторонниками античной и современной литературы.
Другое принципиальное отличие от прошлого: учёные нового типа стремились распространять знание, популяризировать его. Знание не должно быть больше исключительным владением некоторых посвящённых и привилегированных, а должно быть доступно всем и иметь практическую пользу. Оно становится предметом общественной коммуникации, общественных дискуссий. В них теперь могли принимать участие даже те, кто традиционно был исключён от учёбы — женщины. Появились даже специальные издания, рассчитанные на них, например, в 1737 году книга «Ньютонианизм для дам» автора Фраческо Алгаротти. Характерно, как Дэвид Юм начинает своё эссе об истории (1741):

Нет ничего, что я рекомендовал бы своим читательницам серьёзнее, чем изучение истории, ибо это занятие лучше других подходит одновременно их полу и образованию — гораздо более поучительно, чем их обычные книги для развлечения, и более интересно, чем те серьёзные произведения, что можно найти у них в шкафу.Оригинальный текст (англ.)There is nothing which I would recommend more earnestly to my female readers than the study of history, as an occupation, of all others, the best suited both to their sex and education, much more instructive than their ordinary books of amusement, and more entertaining than those serious compositions, which are usually to be found in their closets.— “Essay of the study of history” (1741).
Кульминацией этого стремления популяризировать знания стало издание Дидро и другими авторами «Энциклопедии» (1751—1780) в 35 томах. Это был самый успешный и значительный «проект» века. Этот труд собрал воедино всё накопленное человечеством до того времени знание. В нём доступно объяснялись все стороны мира, жизни, общества, наук, ремесла и техники, повседневных вещей. И эта энциклопедия была не единственной в своём роде. Ей предшествовали другие, но только французская стала такой знаменитой. Так, в Англии Ефраим Чемберс в 1728 году опубликовал двухтомную «Циклопедию» (по-гречески «круговое обучение»).
В Германии в 1731-1754 годах Йохан Цедлер издал «Большой универсальный лексикон» (Großes Universal-Lexicon) в 68 томах. Это была самая большая энциклопедия XVIII века. В ней было 284 тыс. ключевых слов (к сравнению: во французской «Энциклопедии» их было 70 тыс.). Но, во-первых, она стала более знаменитой, и уже среди современников, потому что её писали знаменитейшие люди своего времени, и это было всем известно, в то время как над немецким лексиконом работало множество никому не известных авторов. Во-вторых: её статьи были более спорными, полемичными, открытыми духу времени, частично революционными; их вычёркивала цензура, были гонения. В-третьих: в то время международным научным языком был уже французский, а не немецкий.
Одновременно с общими энциклопедиями появляются и специальные, и для разных отдельных наук, которые тогда переросли в отдельный жанр литературы.
Как отмечает Джед Бухвальд, критический период примерно с 1800 по 1830 год стал свидетелем появления необычайного множества новых достижений во Франции, к которым относятся волновая теория света, истоки электродинамики (Андре Мари Ампер), сравнительной анатомии (Жорж Кювье), термодинамики (Сади Карно) и многие другие. Ни один другой период с XVII века не сравнится с этими годами по широкому производству науки, за исключением, пожалуй, первой трети XX века.

### Новые научные идеи
Нет какой-либо одной, конкретной идеи, которая была бы основной в эпоху научной революции. Перечисленные ниже идеи внесли свой вклад в развитие новой науки, причём некоторые из них настолько значительны сами по себе, что были названы революциями в соответствующих областях знания (например, Коперниканская революция в физике):
- Замена геоцентризма гелиоцентризмом.
- Осуждение теории Аристотеля о том, что материя непрерывна и состоит из основных элементов: земли, воды, воздуха и огня. Атомизм лучше соответствовал механистической картине мира.
- Теория Аристотеля о том, что «тяжёлые» тела, по своей природе, тяготеют вниз, к их естественному месту пребывания, лёгкие тела движутся вверх, к их естественному месту пребывания, а эфирные тела пребывают в непрерывном движении, была заменена идеей о том, что все тела подчиняются одинаковым физическим законам.
- Инерция заменила средневековую теорию импетуса.
- Замена учения Галена о том, что артериальная и венозная кровь образуют не связанные друг с другом системы, идеей Уильяма Гарвея о том, что кровь циркулирует из артерий в вены и наоборот.

Научные открытия послужили основой для научной революции. Известнейшие учёные, внёсшие вклад в научную революцию:
- Николай Коперник (1473—1543): наиболее известен как автор гелиоцентрической системы мира, положившей начало первой научной революции.
- Галилео Галилей (1564—1642): изучал проблему движения, открыл принцип инерции, закон свободного падения тел; сделал ряд астрономических открытий с помощью телескопа.
- Иоганн Кеплер (1571—1630): на основе наблюдений Тихо Браге установил три закона движения планет вокруг Солнца, создал первую механистическую теорию движения планет, внес существенный вклад в развитие геометрической оптики.
- Исаак Ньютон (1643—1727): сформулировал понятия и законы классической механики, математически сформулировал закон всемирного тяготения, вывел из него законы Кеплера о движении планет вокруг Солнца, создал небесную механику (Закон всемирного тяготения был незыблем до конца XIX века). Ньютон также создал дифференциальное и интегральное исчисление; разработал классическую механику как систему знаний о механическом движении тел, механика стала эталоном научной теории; сформулировал основные идеи, понятия, принципы механической картины мира. Опубликованные в 1687 году «Математические начала натуральной философии» стали кульминацией научной революции и породили в Западной Европе беспрецедентный всплеск интереса к научным публикациям.
- Андреас Везалий (1514—1564): автор книги О строении человеческого тела

Среди других деятелей науки этого периода выдающийся вклад в научную революцию внесли также Браге, Браун, Гоббс, Гарвей, Бойль, Гук, Гюйгенс, Лейбниц, Паскаль.
Механическая картина мира дала естественно-научное понимание многих явлений природы, освободив их от мифологических и религиозных схоластических толкований. Механистические представления распространились и на другие области знаний: химию, биологию, знания о человеке и обществе. Синонимом понятия науки стало понятие механики. Однако накапливались факты, не согласовывающиеся с традиционной уже к тому времени механистической картиной мира.
Джероламо Кардано внёс значительный вклад в символьные вычисления, развитие алгебры, Франсуа Виет — основоположник символической алгебры, Рене Декарт и Пьер Ферма внесли свой вклад в развитие математики.